# (4509) Gorbatskij
(4509) Gorbatskij ist ein Asteroid des Hauptgürtels, der am 23. September 1917 vom russischen Astronomen Sergei Iwanowitsch Beljawski am Krim-Observatorium (Sternwarten-Code 094) in Simejis entdeckt wurde.
Benannt wurde der Asteroid am 23. Mai 2000 nach dem russischen Astronomen Witali Gerasimowitsch Gorbatski (* 1920).